# Kanton Guillon
Kanton Guillon is een voormalig kanton van het Franse departement Yonne. Het kanton maakt deel uit van het arrondissement Avallon. 
Het werd opgeheven bij decreet van 13 februari 2014 met uitwerking op 22 maart 2015.

## Gemeenten
Het kanton Guillon omvatte de volgende gemeenten:
- Bierry-les-Belles-Fontaines
- Cisery
- Cussy-les-Forges
- Guillon (hoofdplaats)
- Marmeaux
- Montréal
- Pisy
- Saint-André-en-Terre-Plaine
- Sainte-Magnance
- Santigny
- Sauvigny-le-Beuréal
- Savigny-en-Terre-Plaine
- Sceaux
- Thizy
- Trévilly
- Vassy-sous-Pisy
- Vignes